# Lsof

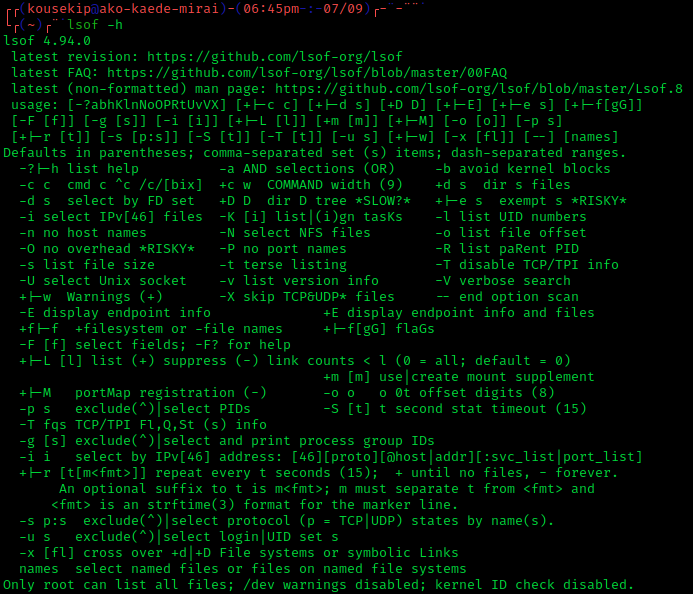
در حال خواندن تمام فایل‌های سیستم عامل

lsof که سرنام کلمات "list open files" است، فرمانی در سیستم‌عامل‌های شبه‌یونیکس است که لیستی از تمام فایل‌های باز شده و همچنین پروسه‌هایی که آن فایلها را باز کرده‌اند در اختیار قرار می‌دهد. lsof برنامه‌ای متن‌باز است و توسط Vic Abell نوشته شده و پشتیبانی می‌شود.
فایل‌های باز شده در یک سیستم می‌توانند شامل دیسک سخت، Pipe، سوکت اینترنت و وسایل سخت‌افزاری باشند که توسط پروسه‌های مختلف باز شده‌اند و در حال استفاده‌اند. یکی از کاربردهای این دستور می‌تواند زمانی باشد که به دلیل استفاده از یک فایل نامشخص، امکان جدا کردن (Unmount) دیسک سخت وجود نداشته باشد. با لیست کردن فایل‌های باز توسط این فرمان (و با استفاده از فیلتر مناسب برای خروجی دستور)، می‌توان پی برد که چه پروسه‌ای در حال استفاده از آن فایل خاص است.

## مثالهای کاربردی
برای نشان دادن اینکه چه پروسه‌هایی در حال استفاده از فایل‌های موجود در مسیر var/ هستند :
```
 
# lsof /var

 
COMMAND
     
PID
     
USER
   
FD
   
TYPE
 
DEVICE
 
SIZE/OFF
     
NODE
 
NAME

 
syslogd
     
350
     
root
    
5w
  
VREG
  
222
,5
        
0
 
440818
 
/var/adm/messages

 
syslogd
     
350
     
root
    
6w
  
VREG
  
222
,5
   
339098
   
6248
 
/var/log/syslog

 
cron
        
353
     
root
  
cwd
   
VDIR
  
222
,5
      
512
 
254550
 
/var
 
--
 
atjobs

```

برای نمایش پورت اختصاص داده شده به یک برنامه :
```
  
# lsof -i -n -P | grep sendmail

  
sendmail
  
31649
    
root
    
4u
  
IPv4
 
521738
       
TCP
 
*:25
 
(
LISTEN
)

```

فرمان بالا نشان می‌دهد که برنامهٔ sendmail در حال استفاده از پورت استاندارد ۲۵ است.
- سوییچ i- برای نمایش سوکت‌های IP
- سوییچ n- برای اینکه نشانی‌ها به دامنه اینترنتی تبدیل نشوند
- سوییچ P- برای اینکه بجای نام پورت، عدد آن را نمایش دهد